# Ashley Laurence

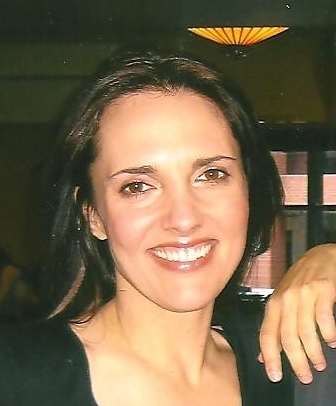
Ashley Laurence (2009)

Ashley Laurence (* 28. Mai 1966 in Los Angeles, Kalifornien) ist eine US-amerikanische Schauspielerin. Bekannt ist sie vor allem für die Rolle der Kirsty Cotton aus der Hellraiser-Reihe.

## Werdegang
Ihr Debüt als Schauspielerin hatte Laurence Mitte der 1980er Jahre mit einer wiederkehrenden Rolle in der Fernsehserie Capitol. Im Jahr 1986 war sie in einer Episode der Fernsehserie Ein Engel auf Erden zu sehen. Ein Jahr später folgte ihr Spielfilmdebüt mit der Rolle der Kirsty Cotton in dem Kult-Horrorfilm Hellraiser – Das Tor zur Hölle. 1988 verkörperte sie auch in der Fortsetzung Hellbound – Hellraiser II diese Rolle.
Seit Ende der 1980er Jahre war Laurence vor allem als Fernsehdarstellerin aktiv und trat in vereinzelten Episoden von Serien wie Hunter, Hercules, Beverly Hills, 90210 und X-Factor: Das Unfassbare auf. Daneben war sie auch regelmäßig in Fernsehfilmen und diversen Direct-to-Video-Produktionen zu sehen. Im Jahr 2002 verkörperte sie in Hellraiser: Hellseeker, dem sechsten Film der Hellraiser-Reihe, ein weiteres Mal die Rolle der Kirsty Cotton.
Neben der Schauspielerei widmet sich Laurence der Malerei.

## Filmografie
- 1984–1985: Capitol (Fernsehserie)
- 1986: Ein Engel auf Erden (Highway to Heaven, Fernsehserie, eine Folge)
- 1987: Hellraiser – Das Tor zur Hölle (Hellraiser)
- 1988: Hellbound – Hellraiser II (Hellbound: Hellraiser II)
- 1989: Monsters (Fernsehserie, eine Folge)
- 1989: Hunter (Fernsehserie, eine Folge)
- 1990: Face the Edge
- 1992: Mikey
- 1992: PS-Liebe (Deuce Coupe)
- 1992: Hellraiser III
- 1994: Shocking Fear (Lurking Fear)
- 1994: Blood Run (Fernsehfilm)
- 1994: Blackout
- 1995: Savate – Kampf ohne Gnade (Savate)
- 1995: Legend (Fernsehserie, eine Folge)
- 1995: Triplecross – Ans Messer geliefert (Triplecross, Fernsehfilm)
- 1995: Die CIA-Verschwörung (Felony)
- 1995: Americanski Blues (Fernsehfilm)
- 1996: Livers Ain’t Cheap
- 1996: Hercules (Hercules: The Legendary Journeys, Fernsehserie, eine Folge)
- 1997: Cupid – Armors blutiger Pfeil (Cupid)
- 1997: Susan (Fernsehserie, eine Folge)
- 1999: Beverly Hills, 90210 (Fernsehserie, eine Folge)
- 1999: Louisiana Nights – Eine tödliche Intrige (Cypress Edge)
- 1999: A Murder of Crows – Diabolische Versuchung (A Murder of Crows)
- 1999: Warlock – Das Geisterschloss (Warlock III: The End of Innocence)
- 2000: X-Factor: Das Unfassbare (Beyond Belief: Fact or Fiction, Fernsehserie, eine Folge)
- 2002: Mein Freund Ben – Der Film (Gentle Ben, Fernsehfilm)
- 2002: Hellraiser: Hellseeker
- 2003: Mein Freund Ben 2 – Der Film (Gentle Ben 2: Danger on the Mountain, Fernsehfilm)
- 2004: Lightning Bug
- 2004: Emergency Room – Die Notaufnahme (ER, Fernsehserie, eine Folge)
- 2005: Pomegranate
- 2005: Mystery Woman: Sing Me a Murder (Fernsehfilm)
- 2006: Hollywood Dreams
- 2007: Chill
- 2008: Red